# Melun (Adelsgeschlecht)

Wappen des Hauses Melun

Melun war eine Familie des nordfranzösisch-belgischen Adels. Der namensgebende Stammsitz des Geschlechts ist die Gemeinde Melun im Département Seine-et-Marne in der Region Île-de-France und die frühere dortige Grafschaft Melun.

## Herkunft der Familie
Die frühe Geschichte der Familie wird von Père Anselme und Courcelles in ihren Werken dargestellt, die allerdings beide weitgehend auf die Angabe von Quellen verzichten.
Robert der Mönch berichtet in der Historia Iherosolimitana, Livre IV, das Haus Melun sei königlicher Abstammung. Courcelles bekräftigt dies, da er an der Spitze der Familie Aymon (Hamon), Graf von Corbeil, sieht und dessen Ehefrau Elisabeth, die die Grafschaft in die Ehe eingebracht habe; Elisabeth sei – „durch das einmütige Zeugnis der Geschichtsschreiber erwiesen“ – eine nahe Verwandte Hadwigs von Sachsen gewesen, der Ehefrau Hugos des Großen, Herzog der Franken, und Mutter Hugo Capets, und folglich des Kaisers Otto I., des Bruders Hadwigs. Nach Aymons Tod habe Hugo Capet Elisabeth die Grafschaften Melun und Paris gegeben, als sie sich in zweiter Ehe mit Bouchard, Graf von Vendôme und Montoire, verheiratete.
Aymon und Elisabeth hätten – so Courcelles weiter – mehrere Söhne gehabt. Einer dieser Söhne sei Graf Albert von Corbeil, dessen Tochter Germaine seit 1013 mit Mauger, dem Sohn des Herzogs Richard I. von Normandie verheiratet gewesen sei, der dann Corbeil im Namen seiner Ehefrau verwaltete. (Tatsächlich ist mit Thibaut, Mönch in Cluny, Abt von Cormery und designierter Abt von Saint-Pierre in Melun, ein weiterer Sohn Aymons und Elisabeths bekannt.)
Bouchard und Elisabeth hatten nach Courcelles zwei Söhne, von denen der ältere, der ebenfalls Bouchard hieß, Vicomte de Melun wurde, aber vor seinem Vater starb, so dass der jüngere, Renaud von Vendôme, der seit 991 Bischof von Paris war, die Grafschaft Vendôme erbte. Courcelles schreibt weiter, dass Hugo Capet nach dem Tod Bouchards II. nacheinander Salon und Josselin mit der Vizegrafschaft Melun betraute, und da sie Verwandte des Monarchen waren, sei es wahrscheinlich, dass sie Söhne von Elisabeth und Aymon, Graf von Corbeil, ihrem ersten Ehemann, waren. "Dies ist die einzige Art und Weise die alte Verwandtschaft des Hauses Melun mit dem erhabenen Haus Frankreich zu erklären, die durch zeitgenössische Geschichtsschreiber bestätigt wird."

## Familiengeschichte
Der erste Melun, der 991 urkundlich erwähnt wurde, war Salon, Vicomte von Melun.
Josselin I. war Seigneur am Hofe von Hugo Capet und Robert II.
Guillaume le Charpentier nahm am Ersten Kreuzzug teil. Robert der Mönch schrieb, dass Guillaume trotz seiner Flucht bei der Belagerung von Antiochia nicht bestraft wurde, weil er mit Hugo von Vermandois verwandt war. Er beschreibt Guillaume als unbesiegbar und feige.
Adam I. wurde 1202 von Aimery VII. de Thouars besiegt und gefangen genommen. Aimery VII. war Gefolgsmann von Johann Ohneland. Später war Adam I. auf der Seite von Philipp II. an der Schlacht bei Bouvines beteiligt.
Guillaume II. heiratete die letzte der Montreuil-Bellays, dadurch ging das Lehen und Schloss Montreuil-Bellay in den Besitz der Melun über, die sich fortan auch Seigneur de Montreuil-Bellay nennen durften.
Jean II., Seigneur de La Borde-le-Vicomte, gründete den Zweig der Seigneur de La Borde-le-Vicomte und de la Motte-Saint-Florentin, du Buignon und de Brumetz. La Borde-le-Vicomte ist heute Teil von Châtillon-la-Borde und de la Motte-Saint-Florentin, du Buignon und de Brumetz.
Mit dem Tod von Jean, Seigneur de Courtery, ging Courtery in den Besitz der Familie Escoubleau de Sourdis über.
Jeanne de Nantouillet brachte Nantouillet und die Baronie des Landes mit in die Ehe mit Philippe. Philippes Sohn Charles I. bekam Normanville, das bis 1572 im Besitz der Familie blieb. Charles I. wurde des 1468 Hochverrats angeklagt, geköpft und seine Ländereien bis auf ein Lehen konfisziert, jedoch 1488 posthum rehabilitiert und die Ländereien seinen Nachkommen zurückgegeben.
Buignon wurde 1500 von Louis, einem Enkel von Jean II. verkauft und 1505 von Antoine de Melun, Seigneur de La Louptière, einem Halbbruder von Charles I., gekauft. Antoine gründete den Zweig der Seigneur de La Louptière der Meluns. Er tauschte am 10. November 1486 Motte-Saint-Florentin und Chantecler gegen La Louptière, Bordes und Vau-Régnier mit seinem Schwiegervater Gilles de Noyen.
Simon, Seigneur de La Loupe, gründete den Zweig der Seigneur de La Loupe, der jedoch schon 1313 endete. Simon folgte 1270 Ludwig IX. auf den Sechsten Kreuzzug. Er war 1281 Sénéchal vom Périgord, Quercy, Limousin und Carcassonne. 1290 wurde er Marschall von Frankreich. Er starb am 11. Juli 1302 bei der Sporenschlacht.
Sein Neffe Jean II., Vicomte de Melun, wurde 1313 zugesprochen, dass er von königlichem Geblüt sei. 1329 war er Großkammerherr von Frankreich als Eduard III. Philipp VI. huldigte. 1340 war er an den Kämpfen zwischen den beiden Königen auf der Seite Philipps VI. beteiligt. Er heiratete in erster Ehe Jeanne de Tancarville, einzige Tochter und Erbin von Robert de Tancarville (Haus Tancarville), dadurch ging die Grafschaft Tancarville in den Besitz des Hauses Melun über. Seine zweite Frau Isabelle d’Antoing und Épinoy war die einzige Tochter von Hugues VI. und somit ging Épinoy ebenfalls in den Besitz der Meluns über. Die Kinder aus erster Ehe gehören zum Zweig Tancarville der Familie Melun und die Kinder aus zweiter Ehe zum Zweig Épinoy.
Die Nachkommen von Jean III. behielten die Grafschaft Tancarville bis 1417 in ihrem Besitz. Dann ging die Grafschaft durch die Heirat von Marguerite, der Enkelin Jeans III. in den Besitz des Hauses Montgommery über.
Hugues, ein Sohn von Jean II. aus zweiter Ehe, ging nach Belgien und übernahm die Ländereien seiner Mutter. Er gründete den Zweig der Seigneur d’Antoing und Comtes bzw. Fürsten d’Épinoy und Duc de Joyeuse. Louis II. war der letzte Melun als Duc de Joyeuse, er starb 1724. Aus diesem Zweig gingen auch die Vicomtes de Gent hervor, deren Linie 1603 erlosch.
Der Zweig, der den Titel Comtes und Vicomtes de Melun trug, erlosch 1739 mit dem Tod von Louis-Gabriel.

## Stammliste (Auszug)

### Die ersten Generationen
Die von Père Anselme bzw. Courcelles angegebene Filiation ist wie folgt:
1. Aymon; ⚭ Elisabeth, Gräfin von Corbeil, Verwandte der Hadwig von Sachsen; sie heiratete in zweiter Ehe Bouchard le Vénérable, Graf von Vendôme und Montoire, anlässlich ihrer Hochzeit erhielt sie die Grafschaften Melun und Paris
  1. Albert, Graf von Corbeil
    1. Germaine; ⚭ 1013 Mauger, Graf von Corbeil (uxor nomine), Sohn von Herzog Richard I. von Normandie (Rolloniden)

  2. Salon, 991 Vicomte de Melun
  3. Josselin I., † 19. März nach 1006,[8] 992 Vicomte de Melun, trat zurück und starb als Mönch in der Abtei Saint-Maur
    1. Hervé, 1030 bezeugt, Vicomte de Melun
      1. Ursion I, 1067/70 bezeugt, Vicomte de Melun,
        1. Guillaume I. le Charpentier, 1084/98 bezeugt,  Vicomte de Melun,
          1. Ursion II., Vicomte de Melun, 1138 bezeugt
            1. Adam I., 1143 bezeugt, † vor 1150, Vicomte de Melun, kinderlos
            2. Josselin II., † nach 1157, Vicomte de Melun vor 1150; ⚭ Alpais, † 20. Juni eines unbekannten Jahres
              1. Louis I., Vicomte de Melun, 1172/83 bezeugt; ⚭ Gisle
                1. Adam II., Vicomte de Melun, † 22. September 1217 in England; ⚭ Aremburge – Nachkommen siehe unten
                2. Jean, 1235 Bischof von Poitiers, † 11. September 1257
                3. Renaud, 1216 bezeugt
                4. Guillaume, 1221 bezeugt
                5. Simon, 1194 bezeugt
                6. Raoul
                7. Adelais; ⚭ Hugues, Seigneur d’Égreville
                8. Gisle

              2. Adam, 1172/74 bezeugt
              3. Gilles
              4. Aveline, 1177/91 bezeugt; ⚭ vor 1177 Philippe de Nemours, Seigneur de Guercheville, † vor 1191
              5. Tochter; ⚭ Philippe de Châtillon/de Nemours

            3. Gilles, 1146 Seigneur de Villefermoy
              1. Adam, 1189 Seigneur de Villefermoy; ⚭ Helvise de Nangis, Witwe von Pierre de Britaut, Seigneur de Nangis im Namen seiner Ehefrau
                1. Gilles II., Seigneur de Villefermoy, 1219 bezeugt
                2. Henri, 1219 bezeugt
                3. Dreux, 1219 bezeugt
                4. Marie, ⚭ Jean, Seigneur de Valery, 1219 bezeugt
                5. Lucienne 1219 bezeugt

        2. Manassès

  4. Thibaut, Abt von Cormery

### Die Seigneurs de Montreuil-Bellay
1. Adam I.[9] Vicomte de Melun, 1200 bezeugt – Vorfahren siehe oben
  1. Guillaume, Vicomte de Melun, † 19. August 1221; ⚭ Agnes de Montreuil-Bellay, Tochter von Géraud III. und Bathilde, sie heiratete in zweiter Ehe Galéran d’Ivry und in dritter Ehe Étienne de Sancerre, Sire de Châtillon-sur-Loing etc. († 1252) (Haus Blois)
    1. Adam II., Vicomte de Melun, Sire de Montreuil-Bellay, † 9. Februar 1250; ⚭ I Gertrude; ⚭ II 1239/44 NN Comtesse de Sancerre, Dame de Marcheville, de La Loupe etc., Tochter von Étienne II., Sire de Châtillon-sur-Loing, und Aliénor de Soissons (Haus Nesle)
      1. (I) Guillaume II., † 6. Juni 1278, Vicomte de Melun, Sire de Montreuil-Bellay; ⚭ Alix, Dame de Chacenay, † vor 1278, Tochter von Érard III., Sire de Chacenay, und Emmeline de Broyes
      2. (II) Adam III., † 1305, Vicomte de Melun, 1278 Sire de Montreuil-Bellay; ⚭ Jeanne de Sully, † 4. Mai 1306, Tochter von Henri II., Sire de Sully – Nachkommen siehe unten
        1. Jean II., † 1359, Vicomte de Melun, Comte de Tancarville, Sire de Montreuil-Bellay, Grand Chambellan de France; ⚭ I 1316 Jeanne de Tancarville, † wohl 1327, Tochter von Robert, Sire de Tancarville, und Aude de Blaye (Haus Tancarville); ⚭ II (Ehevertrag 1327) Isabeau d’Antoing, † 6. Dezember 1354, Dame d’Antoing et d’Épinoy, Burggräfin von Gent etc., Tochter von Hugues d’Antoing, Herr von Buggenhout, Sire d’Antoing, und Marie d’Enghien, Burggräfin von Gent etc. (Haus Enghien), Witwe von Heinrich II. von Löwen (Stammliste der Reginare) und Alfonso de la Cerda[10] - Nachkommen siehe unten
        2. Philippe, † 7. April 1345, 1335 Bischof von Châlons, 1339 Erzbischof von Sens
        3. Guillaume, † 13. Januar 1329, Erzbischof von Sens

      3. (II) Jean, † vor 1298, Sire de La Borde-le-Vicomte; ⚭ 1266 Isabelle de Montigny – Nachkommen siehe unten
      4. (II) Simon, Sire de La Loupe und de Marcheville, 1290 Marschall von Frankreich, † 1302 in der Sporenschlacht – Nachkommen: die Herren von La Loupe etc († um 1400)[11]

### Die Seigneurs de La Borde-le-Vicomte
1. Jean II., Seigneur de La Borde-le-Vicomte (1264 bezeugt); ⚭ 1266 Isabelle de Montigny
  1. Simon, Seigneur de La Borde-le-Vicomte (1308 bezeugt); ⚭ Marie, Dame de Courtery
    1. Jean II., Seigneur de La Borde-le-Vicomte und de Courtery (1393 bezeugt); ⚭ Isabeau de Garchy
      1. Philippe, Botschafter von Karl VI. in England 1393
      2. Agnès, Dame des Écrennes; ⚭ Pierre II. de Courtenay, Sohn von Jean und Marguerite de Saint-Vérain
      3. Jean III., Seigneur de La Borde-le-Vicomte, 1411 Hauptmann von Melun, 1415 Maître des eaux et forêts de Champagne; ⚭ 21. Januar 1387 Isabelle de Savoisy, Dame de La Motte-Saint-Florentin und de Buignon, Tochter von Philippe und Marie de Duisy
        1. Louis, Erzbischof von Sens
        2. Guillaume († 1447); ⚭ Marie de Courcelly
        3. Charles, Bailli von Melun, Gouverneur von Schloss Husson, 1468 nach Loches versetzt
        4. Jean, Seigneur de Courtery
        5. Guy, Grand Hospitalier des Ordre de Saint-Jean de Jérusalem
        6. Jeanne, Äbtissin der Abtei Notre-Dame de Jouarre
        7. Philippe, Berater und Kammerherr des Königs, Seigneur de La Borde-le-Vicomte und de La Motte-Saint-Florentin, Maître des eaux et forêts de France, bis 1466 Hauptmann der Bastille († 1471); ⚭ I 4. Oktober 1413 Jeanne de Nantouillet, Tochter von Regnaud und Jeanne des Landes; ⚭ II 1438 Jeanne de Torsay, Witwe von Jean II. de Rochechouart, Tochter von Jean und Marie d’Argenton
          1. Louis, Bischof von Meaux

Wappen von Charles I., Baron des Landes

          2. Wappen von Charles I., Baron des Landes Charles I., Seigneur de Normanville und Lumigny, Baron des Landes, Berater und Kammerherr des Königs, 1465 bis 1468 Großmeister von Frankreich († 1468); ⚭ I 21. Januar 1453 Anne-Philippe de la Rochefoucauld, Tochter von Guillaume und Marguerite de Torsay; ⚭ II 23. März 1465 Philippe de Montmorency, Tochter von Jean II. und Marguerite d’Orgemon (Stammliste der Montmorency)
          3. Jean, Seigneur de Lezay und de La Motte-Saint-Florentin, 1464 Écuyer von Jean II. de Bourbon; ⚭ N. de Bellaud
            1. Antoine, Seigneur de Lezay, de La Motte-Saint-Florentin und de Chantecler († 1509); ⚭ I 17. März 1482 Anne de Noyen, Tochter von Gilles und Jamette de Roland; ⚭ II 26. Januar ? Gauchère de Coutes, Dame de Dannemois, Witwe von Regnaud de Beaumont, Tochter von Jean und Antoinette de Launay

### Die Comtes de Tancarville
1. Jean II.[12] † 1359, Vicomte de Melun, Comte de Tancarville, Sire de Montreuil-Bellay, Grand Chambellan de France; ⚭ I 1316 Jeanne de Tancarville, † wohl 1327, Tochter von Robert, Sire de Tancarville, und Aude de Blaye; ⚭ II (Ehevertrag 1327) Isabeau d’Antoing, † 6. Dezember 1354, Dame d’Antoing et d’Épinoy, Burggräfin von Gent etc., Tochter von Hugues d’Antoing, Herr von Buggenhout, Sire d’Antoing, und Marie d’Enghien, Burggräfin von Gent etc. (Haus Enghien), Witwe von Heinrich II. von Löwen (Stammliste der Reginare) und Alfonso de la Cerda[13] - Vorfahren siehe oben
  1. (I) Jean III., † 1382, 1351 Vicomte de Melun et Comte de Tancarville; ⚭ 1334 Jeanne Crespin, Dame de Varenguebec et d’Étrépagny, † 1350, Tochter von Guillaume VI., Baron du Bec-Crespin (Haus Crespin), und Mathilde de Baumetz

Wappen von Guillaume III. de Melun, Comte de Tancarville

    1. Wappen von Guillaume III. de Melun, Comte de Tancarville Guillaume III.; X 25. Oktober 1415 in der Schlacht von Azincourt, Vicomte de Melun, Comte de Tancarville; ⚭ 1390 Jeanne de Parthenay, Tochter von Guillaume VII., Sire de Parthenay
      1. Marguerite, † vor 1448, Comtesse de Tancarville; ⚭ 1417 Jacques II. d’Harcourt, Baron de Montgommery, X 1428 (Haus Harcourt)

    2. Marguerite; ⚭ I Jean I. de Noyers, Comte de Joigny, X 1361 (Haus Noyers); ⚭ II Robert de Fiennes, Connétable von Frankreich, † 1384/85

Wappen von Hugues de Melun, Seigneur d’Antoing und d’Épinoy, aus dem Armorial von Gelre

  2. Wappen von Hugues de Melun, Seigneur d’Antoing und d’Épinoy, aus dem Armorial von Gelre (II) Hugues, † 1406, Burggraf von Gent, Seigneur d’Antoing et d’Épinoy; ⚭ I Marguerite de Picquigny, Dame de Falvy et de La Hérelle, † 1371/76, Tochter von Jean de Picquigny und Catherine de Châtillon-sur-Marne; ⚭ II Béatrice de Beaussart – Nachkommen siehe unten
  3. Isabeau, † 1389; ⚭ I Pierre Comte de Dreux (Haus Frankreich-Dreux); ⚭ II 1352 Jean d’Artois, comte d’Eu, † 1367 (Haus Frankreich-Artois)

### Die Seigneurs d’Antoing
1. Hugues,[14] † 1406, Burggraf von Gent, Seigneur d’Antoing und d’Épinoy[15]; ⚭ I Marguerite de Picquigny, Dame de Falvy et de La Hérelle, † 1371/76, Tochter von Jean de Picquigny und Catherine de Châtillon-sur-Marne; ⚭ II Béatrice de Beaussart – Vorfahren siehe oben
  1. (I) Hugues, † vor 1394, Seigneur de Falvy
  2. (I) Henri, Seigneur de Falvy et de La Hérelle
  3. (I) Isabeau, † 1400, Erbin von Viane; ⚭ I Robert de Namur, † 1391 (Haus Dampierre); ⚭ II Bertrand de La Boyerie, † 1425 Vogt von Lüttich
  4. (I) Marie; ⚭ Guillaume de Lalaing, Seigneur de Hordain, † wohl 1435 (Haus Lalaing)
  5. (II) Jean IV., † 25. Februar 1484, 1410 Burggraf von Gent, 1415 Vicomte de Melun, Seigneur d’Antoing, d’Épinoy et de Wingles, Konnetabel von Flandern, Ritter des Ordens vom Goldenen Vlies; ⚭ I Jeanne de Luxembourg († 1420), Tochter von Jean II. de Luxembourg, Graf von Brienne, (Haus Luxemburg-Ligny); ⚭ II Jeanne d’Abbeville, Erbin von Domvast und Hallencourt († 1480), Tochter von Edmond d’Abbeville
    1. (II) Jean V. († 25. Oktober 1513), Konnetabel von Flandern, Burggraf von Gent, Sire d’Antoing; ⚭ Marie von Saarbrücken-Roucy, Dame de Bailleul († 18. Dezember 1508), Tochter von Robert von Saarbrücken und Jeanne de Roucy (Maison de Broyes)
      1. Jean († 29. Juli 1502); ⚭ 1495 Isabella von Luxemburg, Erbin von Richebourg, Tochter von Jacques, Seigneur de Richebourg, (Haus Luxemburg-Ligny)
        1. François († 1547), 1514 französischer Comte d’Épinoy, Baron d’Antoing, de Bohain, de Richebourg et de Boubers, Seigneur de Wingles etc., Konnetabel von Flandern, Ritter des Ordens vom Goldenen Vlies; ⚭ I Louise de Foix, Tochter von Jean Gaston II. de Foix, Comte de Candale, und Isabeau d’Albret, (Haus Grailly); ⚭ II Anna von Österreich, uneheliche Tochter von Kaiser Maximilian I. (Stammliste der Habsburger)
          1. (I) Hugues (X 13. August 1553), 1541 spanisch-niederländischer Prince d’Épinoy, Vicomte de Melun etc., Konnetable von Flandern; ⚭ Yolande de Barbançon dit de Werchin, Baronesse de Cysoing, Souveraine de Fagnolle († 1593), Erbtochter von Pierre – Nachkommen siehe unten
          2. (I) Claude; ⚭ Adrien de Croy, Graf von Le Rœulx, Ritter des Ordens vom Goldenen Vlies (X 1553), (Haus Croy)

        2. Marie, Dame de Montmirail; ⚭ I Johann von Brügge, Herr von Gruuthuse, 2. Earl of Winchester; ⚭ II Jacques II. de Chabannes, Seigneur de La Palice, Marschall von Frankreich, X 1525

      2. Hugues, Burggraf von Gent, Seigneur de Caumont, de Carency, d’Aubigny et de Bucquoy, Gouverneur von Arras, Ritter des Ordens vom Goldenen Vlies; ⚭ Johanna von Horn, Tochter von Arnold zu Gaasbeek (Haus Horn)
        1. Jean VI. († 1551), 1524 Burggraf von Gent; ⚭ 1525 Elisabeth von Waldeck, Tochter von Philipp III. in Eisenberg
          1. Maximilien († 23. Juni 1572), 1551 Burggraf von Gent, Baron de Caumont, Gouverneur von Arras; ⚭ 1555 Anne Rolin, Tochter von Georges Rolin, sie heiratete in zweiter Ehe 1576 Robert de Melun, 1579 Marquis de Roubaix (siehe unten)

        2. Marguerite; ⚭ Antoine d’Ailly, Vidame d’Amiens, Baron de Picquigny, (Haus Ailly)
        3. Anne († vor 1540); ⚭ Jean de Béthune, Baron de Baye († nach 1554), (Haus Béthune)

      3. Robert, † 1511, Châtelain d’Ath, Gouverneur von Arras
      4. François, Bischof von Arras und Bischof von Thérouanne
      5. Philippotte († nach 1505); ⚭ Friedrich von Horn, Seigneur de Montigny-en-Ostrevent († 1486), (Haus Horn)

    2. (II) Philippotte († 1450); ⚭ 1441 Thibaut de Luxembourg, Seigneur de Fiennes († 1477), (Haus Luxemburg-Ligny)
    3. (II) Hélène († 25. Juli 1473); ⚭ 1454 Charles d’Artois, comte d’Eu († 1472), (Haus Frankreich-Artois)

  6. (II) Catherine, † 1425; ⚭ I 1388 Jean de Roisin; ⚭ II Baudouin VI. de Hénin, † 1420
  7. (II) Philippote, † 1420, Dame de Croisilles et de Courrières; ⚭ Jacques de Montmorency, Sire de Montmorency etc., † 1414 (Stammliste der Montmorency)
  8. (II) Marie, † 1410, Burggräfin von Gent; ⚭ 1484 Jean de Lalaing, Seigneur d’Hordain, † 1420 (Haus Lalaing)

### Die Fürsten von Épinoy
1. Hugues[16] (X 13. August 1553), 1541 spanisch-niederländischer Prince d’Épinoy, Vicomte de Melun etc., Konnetable von Flandern; ⚭ Yolande de Barbançon, genannt de Werchin, Baronesse de Cysoing, Souveraine de Fagnolle († 1593), Erbtochter von Pierre – Vorfahren siehe oben
  1. Charles († 15. Juni 1579), 2. Prince d’Épinoy, Vicomte de Melun, Baron d‘Antoing
  2. Pierre († 1594), 3. Prince d’Épinoy, Baron d’Antoing, Seigneur de Walincourt, Generalkapitän der Generalstaaten; ⚭ I Philippe-Christine de Lalaing († 1582), Tochter von Charles II., Comte de Lalaing; ⚭ II Hippolyte de Montmorency († nach 1618), Tochter von Jean de Montmorency, Baron de Bours, (Stammliste der Montmorency)
    1. (II) Guillaume, 1602 4. Prince d’Épinoy, Seneschall, Gouverneur und Grand Bailli von Hennegau, Konnetabel von Flandern, Ritter des Ordens vom Goldenen Vlies; ⚭ I Marie Mencia von Witthem, Marquise de Bergen op Zoom, Comtesse de Walhain († 28. Juli 1613), Tochter von Johann von Witthem und Maria Margareta von Merode, Marquise de Bergen-op-Zoom; ⚭ II Ernestine Prinzessin von Arenberg († 12. Juni 1653), Tochter von Charles de Ligne, 1. Fürst von Arenberg
      1. (II) Antoine (X 5. August 1641), 1635 5. Prince d’Épinoy, Vicomte de Melun
      2. (II) Anne († 13. August 1679), Marquise de Richebourg
      3. (II) Alexandre Guillaume († 16. Februar 1679), 1641 6. Prince d’Épinoy, 1668 Baron d’Antoing, de Cysoing et de Roubaix, Seigneur de Wingles, Konnetabel von Flandern, Seneschall von Hennegau; ⚭ I 1665 Louise Anne de Béthune († 14. September 1666), Tochter von Louis de Béthune, Comte de Charost (Haus Béthune); ⚭ II 1668 Jeanne Pélagie de Rohan-Chabot († 18. August 1698), Tochter von Henri Chabot, Seigneur de Saint-Aulaye und Marguerite de Rohan, Duchesse de Rohan
        1. (I) Louise Marie († 31. Oktober 1683); ⚭ 1680 Armand III. de Béthune, Duc de Charost, Marquis d’Ancenis († 1747), (Haus Béthune)
        2. (II) Louis († 24. September 1704), 1679 7. Prince d’Épinoy, Marquis de Richebourg et de Roubaix, Comte de Werchin; ⚭ 1691 Elisabeth Princesse de Lorraine-Lillebonne († 7. März 1748), Tochter von François Marie de Lorraine, Prince de Lillebonne, (Haus Guise)
          1. Louis II.,[15] († 31. Juli 1724), 1714 französischer Herzog von Joyeuse, 1704 8. Prince d’Épinoy, 1721 Marquis de Roubaix, Comte de Saint-Pol etc. Pair von Frankreich; ⚭ 1716 Armande de La Tour d’Auvergne († 13. April 1717), Tochter von Emmanuel Théodose de La Tour d’Auvergne, duc de Bouillon, (Haus La Tour d’Auvergne)
          2. Anne Julie Adelaide († 18. Mai 1724); ⚭ 1714 Jules de Rohan, Prince de Soubise († 1724), (Stammliste der Rohan)

      4. (II) Henri († Januar 1641), Marquis de Richebourg
      5. (II) Charles Alexandre Albert († 1675), Burggraf von Gent; ⚭ 1664 Renée de Rupiers
        1. Alexandre, 1675 Burggraf von Gent, Comte de Melun etc.; ⚭ Elisabeth de Rohan-Guéméné († 21. September 1707), Tochter von Charles II. de Rohan, Prince de Guémené, Herzog von Montbazon, (Stammliste der Rohan-Guéméné)
          1. Louise Jeanne Armande; ⚭ I 1734 Gabriel de Melun, Burggraf von Gent, † 1739 (siehe unten); ⚭ II 1742 Guilbert Marquis de Langheac

        2. Ambroise, Marquis de Melun; ⚭ Françoise Charlotte de Monchy
          1. Jean Alexandre Théodore († 16. Januar 1738), Comte de Melun; ⚭ Elisabeth de Melun († 17. November 1755), Tochter von Gabriel de Melun, Burggraf von Gent (siehe unten)

        3. Gabriel († 21. August 1739), Burggraf von Gent; ⚭ 1734 Louise Jeanne Armande de Melun, seien Nichte, Tochter von Alexandre de Melun, Burggraf von Gent (siehe oben)[15]
          1. Louise Elisabeth († 17. Mai 1755); ⚭ Jean Alexandre Théodose, Comte de Melun († 1738), (siehe oben)
            1. Marie Gabrielle Charlotte (* 1736)
            2. Louise Elisabeth († nach 1786);  ⚭ 1758 Philippe, 1760 Prince de Ghistelles, Marquis de Saint-Floris († nach 1786)

      6. (II) Henri François Philippe († 7. Februar 1690), Marquis de Richebourg, Seigneur de Saint-Guyon, Gouverneur und Grand Bailli von Hennegau, Ritter des Ordens vom Goldenen Vlies; ⚭ Marie Thérèse de Gand-Vilain, Tochter von Balthasar Philippe de Gand genannt Vilain, Prince de Masmines, Comte d’Isenghien
        1. Marie Jeanne Baptiste († 1754); ⚭ 1702 Franz Marquart, Graf von Wartenberg, Ritter des Ordens vom Goldenen Vlies († 1730) (auf Schloss Pfaffstätt, Oberösterreich)
        2. Charles Henri Guillaume († 6. Oktober 1734), 1690 Marquis de Richebourg, Vizekönig von Galicien, Ritter des Ordens vom Goldenen Vlies; ⚭ Marie Françoise d’Ursel († 1720), Tochter von Graf François
          1. Anne Françoise, † wohl 1772, Äbtissin zu Sézanne, 1738 Äbtissin von Saint-Pierre in Lyon
          2. Marie Lydie Albertine († 13. Dezember 1746), Marquise de Richebourg

        3. Christian († vor 1716); ⚭ Marie Joséphine de Jauche, Comtesse de Mastaing
        4. Jean François, Comte de Beausart; ⚭ Marie Volkaers de Walden, † 1728
          1. Joseph, † 1742, letzter männlicher Familienangehöriger

    2. (II) Henri Anne († November 1638), Marquis de Richebourg, Burggraf von Gent
    3. (II) Anne († 18. Oktober 1666); ⚭ Alexandre I. de Bournonville, Duc de Bournonville, Ritter des Ordens vom Goldenen Vlies († 21. März 1656) (Haus Bournonville)
    4. (II) Pierre Hippolyte Anne († 16. Februar 1615), Baron de Caumont; ⚭ 1610 Philippe Charles, 2. Fürst von Arenberg, Ritter des Ordens vom Goldenen Vlies († 1640)

  3. Hélène († 19. Mai 1590); ⚭ Floris von Horn, Baron de Montigny († 1570), (Stammliste der Montmorency)
  4. Robert (X 4. April 1585), 1572 Burggraf von Gent, 1579 spanisch-niederländischer Marquis de Roubaix, Marquis de Richebourg, Baron de Cysoing, Seigneur de Werchin etc., Gouverneur von Artois, Ritter des Ordens vom Goldenen Vlies
  5. Marie († 25. Juli 1634), Erbin von Cysoing, Roubaix, Antoing und der Burggrafschaft Gent; ⚭ Lamoral Fürst von Ligne, Ritter des Ordens vom Goldenen Vlies († 1624)